# Thaumatomyrmex ferox
Thaumatomyrmex ferox är en myrart som beskrevs av Mann 1922. Thaumatomyrmex ferox ingår i släktet Thaumatomyrmex och familjen myror. Inga underarter finns listade i Catalogue of Life.

## Bildgalleri

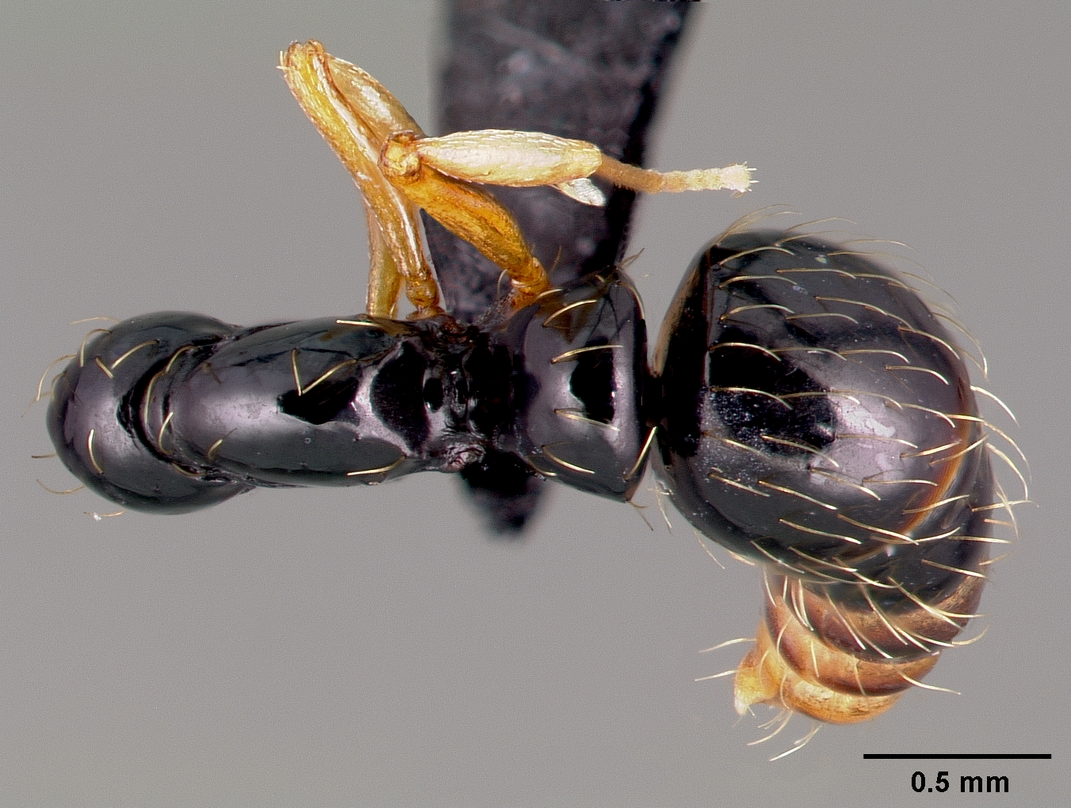
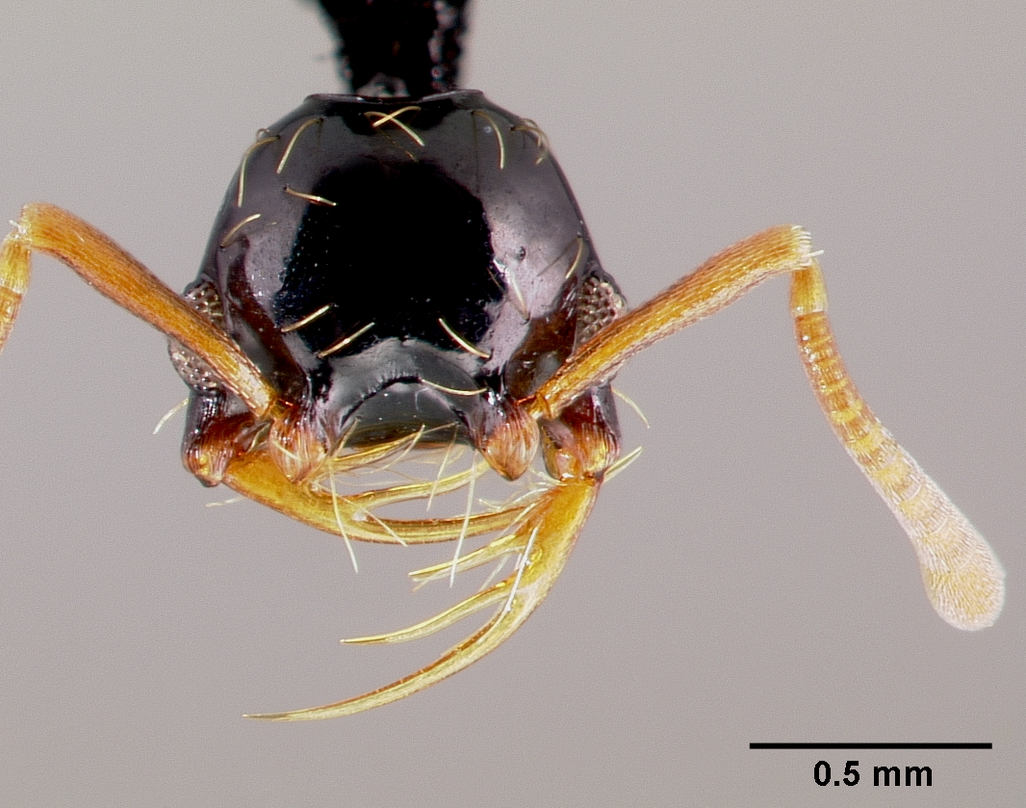
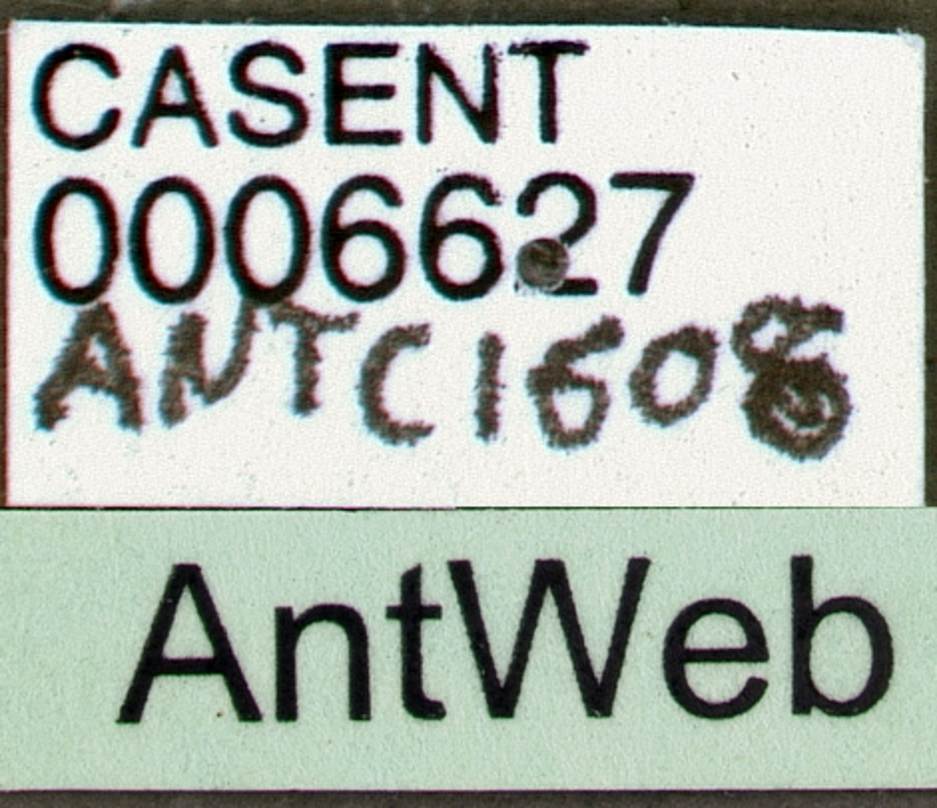
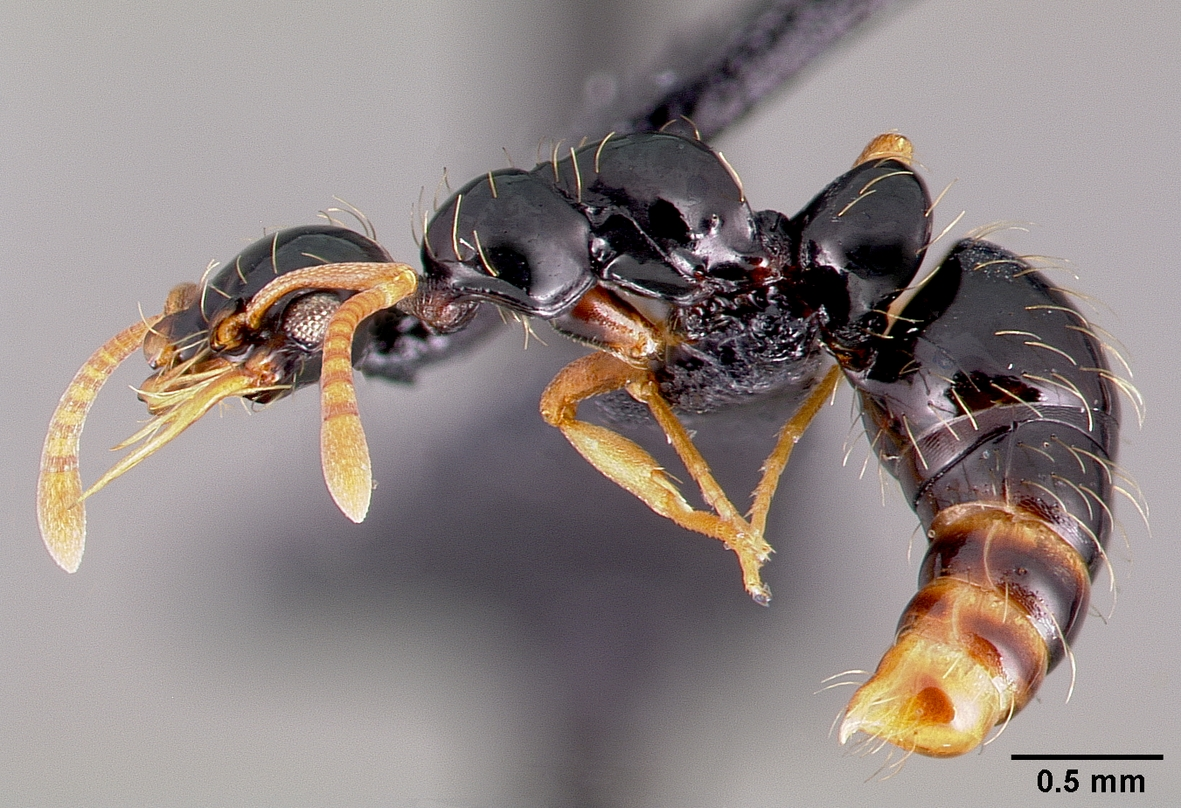
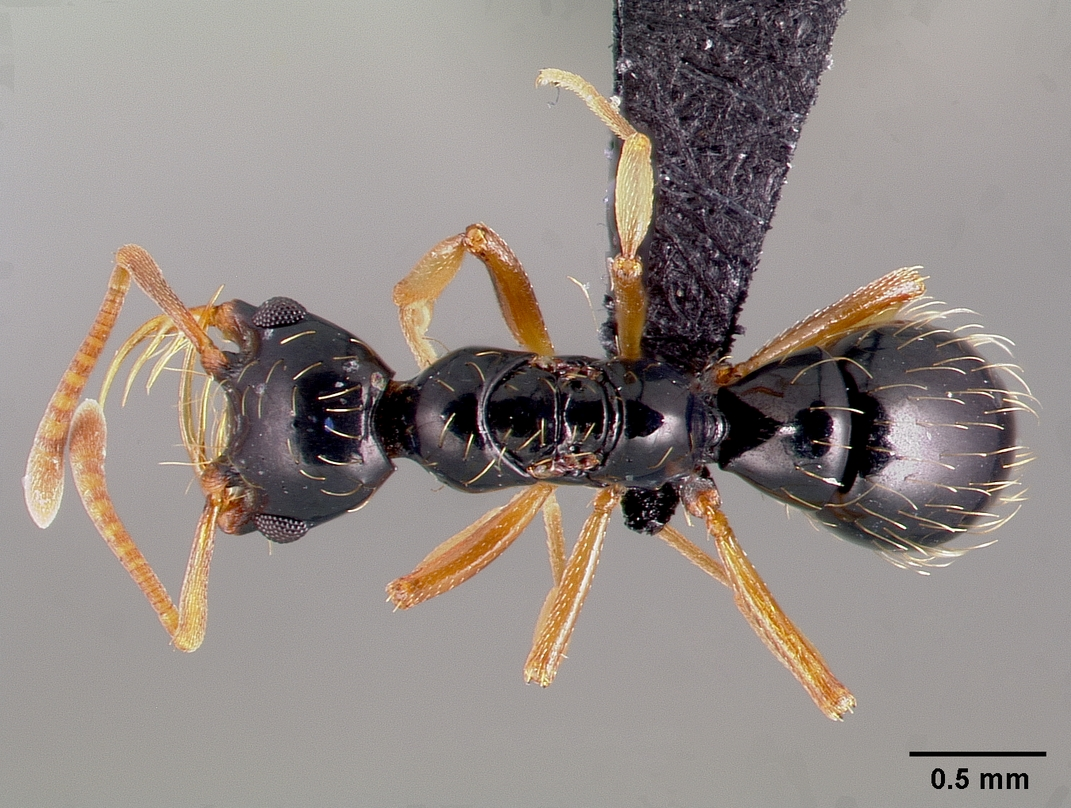
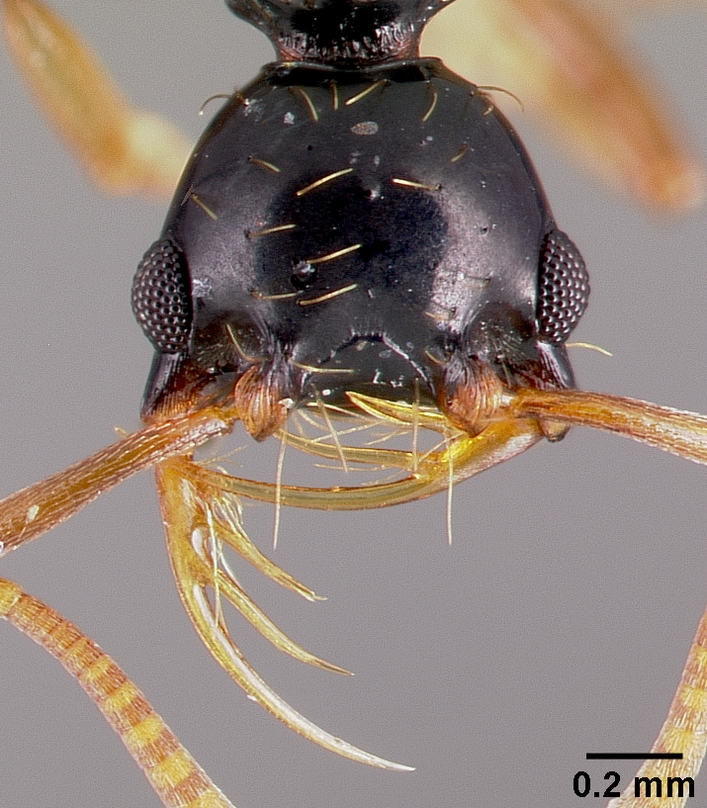